# Eating Out: Drama Camp
Eating Out: Drama Camp là một bộ phim hài tình dục của Mỹ năm 2011 và là phần thứ tư trong loạt phim Eating Out. Bộ phim do Q. Allan Brocka đạo diễn, người đồng viết kịch bản với Phillip J. Bartell.

## Nội dung
Nhà làm phim Jason (Garikayi Mutambirwa) đang quay một bộ phim có sự tham gia của Zack (Chris Salvatore). Khi biết về một trại kịch do Dick Dickey (Drew Droege) làm chủ, cả hai đăng ký cùng với Casey, bạn trai của Zack (Daniel Skelton). Các ứng dụng của họ đều thành công và cả nhóm đi đến trại kịch. Tại trại, họ gặp Benji (Aaron Milo), một người cắm trại hấp dẫn, người khẳng định rằng anh không phải là người đồng tính; Penny (Lilach Mendelovich), một người giúp việc trại ngọt ngào, là một nữ diễn viên đầy tham vọng; Lily (Harmony Santana), một phụ nữ chuyển giới cứng đầu; và Genieveve (Marikah Cunningham), một nữ diễn viên giàu có và không có năng lực, thích Benji. Tại buổi định hướng, Dick thực thi quy định không quan hệ tình dục tại trại — phần lớn là do bản thân Dick đã không quan hệ tình dục trong bảy năm rưỡi.
Jason đối mặt với Benji về tình dục của mình, người thừa nhận mình là người đồng tính, nhưng đang nói dối do bị Zack thu hút mặc dù anh đang có mối quan hệ với Casey. Benji và Zack tiếp tục gắn bó, kể cả việc Zack chọn làm đối tác với Benji thay vì Casey trong một lớp học do Tiffani (Rebekah Kochan) dạy, dẫn đến việc Zack và Casey bắt đầu xa cách nhau. Casey trở nên nghi ngờ về giới tính của Benji khi anh từ chối hôn Genevieve trong một lớp học, và vì vậy đã nhờ đến sự giúp đỡ của Penny. Cả hai tình cờ gặp Conor (Steven Daigle) chuẩn bị quan hệ tình dục với một trại viên khác và tống tiền anh vào một cái bẫy để tìm xem Benji có phải là người đồng tính hay không, nhưng điều này không thành.
Trong khi đó, Jason bắt đầu sản xuất một phiên bản của The Taming of the Shrew. Anh giao Zack và Benji vào các vai chính, trong đó họ hôn nhau, và Lilly vào vai nữ chính. Lilly, ban đầu rất vui, nhận được nhiều tin nhắn lẫn lộn về cảm xúc cá nhân của Jason dành cho cô. Khi buổi tập bắt đầu, Casey ngày càng không hài lòng với mối quan hệ của mình với Zack, dẫn đến việc Penny bí mật chà xát Zack bằng cây sồi độc để anh không thể tập lại. Casey đại diện cho Zack, và bị sốc khi thấy Benji bị kích thích tình dục trong nụ hôn của họ. Lúc đầu lo lắng, Casey quyết định rằng anh và Zack không có ý định ở bên nhau và cả hai đồng ý chia tay, Casey khuyến khích Zack hỏi thăm Benji. Tuy nhiên, Benji tiết lộ với Zack rằng anh đã nói dối về tính dục của mình ngay từ đầu, khiến Zack khó chịu.
Khi đêm của chương trình đến, nhóm sẽ thực hiện những buổi diễn tập cuối cùng. Lilly trở nên giận dữ với Jason vì đã không nói cho cô biết nếu anh ta thích cô và tức giận bỏ đi. Jason đuổi theo cô trước khi Zack và Benji diễn lại cảnh hôn của họ. Điều này nhanh chóng dẫn đến việc cặp đôi cởi quần áo cho nhau với sự khuyến khích của Casey, người đang cố gắng tạo phản ứng hóa học phù hợp giữa các diễn viên cho chương trình. Dick phát hiện ra Zack và Benji và nhầm họ đã quan hệ tình dục và trục xuất họ khỏi trại. Nhận ra đó là lỗi của mình, Casey nhờ Penny giúp đỡ. Họ tranh thủ sự giúp đỡ của Conor một lần nữa, người đã quan hệ tình dục với Dick trong văn phòng của anh ta, đủ lớn để cả trại nghe thấy. Sau đó, Dick chấp nhận quan hệ tình dục trong trại và cho phép Zack và Benji thực hiện.
Trong buổi biểu diễn đầu tay, Lilly phá vỡ nhân vật và buộc Jason phải nói với cô ấy nếu cô ấy thích anh. Cuối cùng anh cũng thừa nhận anh làm vậy và cặp đôi đã làm quen trên sân khấu. Zack và Benji làm lành và bắt đầu mối quan hệ trước khi bắt đầu công khai. Ngoài sân khấu, Casey rất vui khi thấy Zack và Benji cùng nhau, trước khi anh đụng độ người bạn cắm trại Beau (Ronnie Kroell), người đã đề nghị được trở lại với Casey. Casey đồng ý và cả ba cặp cùng nhau vấp ngã trên sân khấu trước khi màn kết thúc chương trình.  Dick trao giải cho nhóm có chương trình xuất sắc nhất và giải thưởng là một kỳ nghỉ. Ngay sau khi các cặp đôi mới rời trại kịch.

## Diễn viên
- Chris Salvatore vai Zack Christopher
- Daniel Skelton vai Casey
- Aaron Milo vai Benji Aaron
- Lilach Mendelovich vai Penny
- Harmony Santana vai Lilly Veracruz
- Garikayi Mutambirwa vai Jason
- Drew Droege vai Dick Dickey
- Marikah Cunningham vai Genieveve
- Ronnie Kroell vai Beau
- Steven Daigle vai Conor
- Rob Westin vai Matty
- Mink Stole vai Aunt Helen
- Rebekah Kochan vai Tiffani von der Sloot

## Phát hành
Eating Out: Drama Camp công chiếu ở Hoa Kỳ trên Logo vào ngày 24 tháng 7 năm 2011; phiên bản này có ảnh khỏa thân được kiểm duyệt và có thể được tìm thấy trên Netflix. Phim chưa chỉnh sửa được phát hành trên DVD vào ngày 25 tháng 10 năm 2011.